# Chimaera macrospina
Chimaera macrospina är en broskfiskart som beskrevs av Didier, Last och White 2008. Chimaera macrospina ingår i släktet Chimaera och familjen havsmusfiskar. Inga underarter finns listade i Catalogue of Life.
Arten förekommer i havet kring västra och östra Australien. Den vistas i regioner som ligger 430 till 1300 meter under havsytan. Individerna blir upp till 75 cm långa (huvud och bål 50 cm). Antagligen lägger honor ägg.
Några exemplar hamnar som bifångst i fiskenät. Hela populationen anses vara stor. IUCN kategoriserar arten globalt som livskraftig.